# 齒齦鉛線
鉛線（英文：lead line 或 Burton's line），為一種鉛中毒。1840年由英國的亨利·巴頓醫師所紀錄，主要為鉛所引起的臨床標誌。患者可以看到牙齦會出現紫藍色的鉛線（很少見於幼兒）。循環系統中的鉛與口腔細菌產生的硫離子反應，牙齦上沉著硫化鉛。

## 人體影響

### 體內影響
鉛對生物的作用視其化學組成而定。有機鉛化合物，像四乙基鉛，易自皮膚或黏膜吸收。這個問題只對少部分的人，像是化合物的工人。無機鉛主要是經由胃腸和呼吸到所吸收，是體內含鉛的主要來源，會使造血器、腎、消化氣、中央神經系之障礙，而有機鉛主要為中央神經系統之障礙。健康群眾的鉛濃度約15至40μg/dl，平均為20μg/100mg。某些職業人員血鉛濃度比這些平均值高得多。
由於在不同的職業之工作人員血液中所含的鉛量平均值。
| 作業類別     | 人數 | 血中鉛平均值(μg/dl) |
| ------------ | ---- | ------------------- |
| 鉛蓄電池     | 193  | 50.73±13.68         |
| 紅丹製造     | 12   | 66.33±31.03         |
| 水箱鉛化     | 17   | 44.91±8.41          |
| 音箱桿錫     | 69   | 37.00±10.80         |
| 鉻黃作業     | 10   | 32.60±6.21          |
| 舊船解體     | 140  | 64.04±21.80         |
| 四乙基鉛作業 | 73   | 30.88±7.99          |
| 造漆工廠     | 11   | 42.00±5.97          |
| 印刷工廠     | 20   | 35.80±5.18          |
| 加油站       | 143  | 22.87±6.47          |

鉛之毒性主要為鉛對血液血紅蛋白之生合成阻塞及四乙基鉛之神經系統之為害。鉛對人體之無作用量為8mg/天，ADI（英文：Acceptable Daily Intakes，意味每日允許攝入量）為0.005mg/kg，亦則約0.3-0.4mg/mg天。鉛之進入人體，由食物、呼吸、皮膚吸收管道進入，其中最主要扔以食物為主，根據英國學家統計一天攝取量由食品進入0.22mg、飲水0.1mg、大氣0.08mg，合計0.40mg相當接近ADI值，值得加以關注。

### 健康影響
鉛對人體危害主要作用為血液系統之危害，造成小細胞性低血色素貧血；對神經系統造成運動神經元病變、軸突退行性變化。神經傳導速度不協調引起抽搐、幻想、腦水腫、智能障礙、腦性麻痺、視神經萎縮、聽神經缺陷之鉛腦症；對尿酸生高、痛風；對生殖系統引起男女導致不孕症、流產、死產，其它尚有對內分泌、心臟免疫機制等影響。
| 血中鉛濃度(微克/100毫) | 反應                               |
| ---------------------- | ---------------------------------- |
| 10                     | +++紅血球ALA去氧受抑制             |
| 20-35                  | +++紅血球元紫質(Protoporphrin)上升 |
| 40                     | +貧血，+++尿中ALA上升              |
| 40-50                  | ++周邊神經病變，神經傳導速度降低   |
| 50                     | ++貧血                             |
| 50-60                  | +腦功能障礙                        |
| 60-70                  | ++腦功能障礙，+鉛腦症              |
| 80以上                 | ++鉛中毒腹跤症、鉛腦症             |

+小孩，++大人，+++大人及小孩
住在1940年前蓋的房子裡的兒童，因為吃油漆碎片而遭到中毒，一片像成人拇指指甲那麼大的油漆，含有50到100mg的鉛。受害的多是小孩子，年齡層大約1到6歲之間，而85到百分之90的病例是在1到3歲。
鉛中毒並不是只有人類，像一些狩獵多的地區，例如鳥吃了鉛彈就會引起嚴重的鉛中毒，甚至死亡。

## 解毒劑
鉛中毒宜靜注EDTA之CA Disodinm，每日50mg/kg，繼續五天後，休息三天，後再看病情予以繼續注射，小孩可以皮下注射代替。平常完全恢復後乃需休養一年。

## 外部連結
- Burton's Line in Lead Poisoning J.M.S. Pearce （页面存档备份，存于）
- Santiago Nogué, M.D. Alex Culla, M.D. Hospital Clinic 08036 Barcelona, Spain （页面存档备份，存于）